# Arcidiecéze Saint-Pierre a Fort-de-France
Arcidiecéze Saint-Pierre a Fort-de-France (lat. Archidioecesis Arcis Gallicae et S. Petri o Martinicensis, franc. Archidiocèse de Saint-Pierre et Fort-de-France) je francouzská římskokatolická arcidiecéze. Leží na území Martiniku. Sídlo arcibiskupství i katedrála Saint-Louis de Fort-de-France se nachází ve městě Fort-de-France. Arcidiecéze je hlavou církevní provincie Fort-de-France.
Od 7. března 2015 je arcibiskupem-metropolitou Mons. David Macaire OP.

## Historie
Biskupství bylo v Martiniku zřízeno 27. září 1850 (Diecéze Martinik), jako sufragán arcidiecéze Bordeaux.
Na metropolitní arcibiskupství bylo povýšeno 26. září 1967, se dvěma sufragánními diecézemi (diecéze Basse-Terre a kayenská diecéze) a zároveň byl změněn název arcidiecéze na Saint-Pierre a Fort-de-France.